# Doroteo Guamuch Flores
Doroteo Guamuch Flores —también conocido como Mateo Flores— (Mixco, Guatemala,11 de febrero de 1922-11 de agosto de 2011) fue un deportista guatemalteco, ganador del Maratón de Boston en 1952. El Estadio de la Revolución de Guatemala, situado en la zona 5 en la Ciudad de los Deportes de la Ciudad de Guatemala, fue bautizado como Estadio Nacional Doroteo Guamuch Flores por su logro obtenido en Estados Unidos. Participó también en los Juegos Olímpicos de Helsinki 1952 en Finlandia, en donde terminó vigésimo segundo en la maratón.

## Biografía
Doroteo Guamuch Flores nació en la aldea Cotió, en Mixco, municipio del Departamento de Guatemala y era hijo de don Lureano Guamuch y María Flores, quienes trabajaban de agricultores y repartiendo leche a los vecinos de la localidad.  Su sencilla casa de habitación estaba frente a la finca «El Tesoro». (Existe alguna discrepancia con el apellido, puesto que algunas personas y periodistas aseguran que es Guamuche).[cita requerida]
Por su triunfo en el Maratón de Boston en 1952, el gobierno guatemalteco lo homenajeó poniéndose su nombre al Estadio de la Revolución, el estadio más grande de ese país centroamericano. A pesar de ello, siguió ganándose la vida trabajando como caddy en el Mayan Golf Club, de la Ciudad de Guatemala después de trabajar como albañil durante la construcción del lugar. También laboró en una empresa de hilados y tejidos, denominada Mishan y Vila, donde compartía su tiempo entre el trabajo y los entrenamientos. Esta se encontraba en la zona 8 y su propietario era Fraterno Vila.
Guamuch era un devoto de la religión católica y tenía como tradición cargar la Procesión del Señor Nazareno en Mixco cada Semana Santa.
En 1995, su salud se deterioró por un trastorno en un pulmón, y no pudo ser atendido por el Instituto Guatemalteco de Seguridad Social debido a que no estaba afiliado a dicha institución; sin embargo, gracias al apoyo de Teodoro Palacios Flores, que habló con la Confederación Deportiva Autónoma de Guatemala, fue trasladado al Hospital Militar donde pudo recuperarse.[cita requerida]
El exatleta guatemalteco falleció tras una larga enfermedad -males crónicos en el corazón y en los pulmones- el 11 de agosto de 2011.

## Carrera deportiva

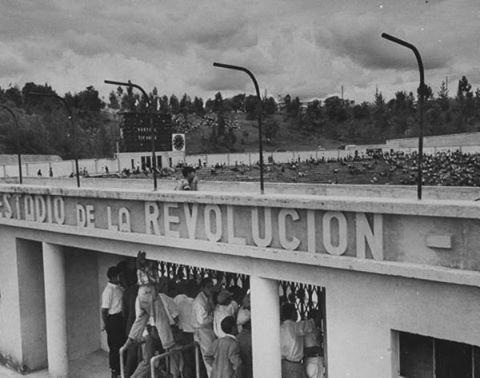
Estadio de la Revolución, construido por el gobierno del Dr. Juan José Arévalo en 1950. Fue nombrado Estadio Nacional Mateo Flores luego de la victoria de Guamuch Flores en el maratón de Boston de 1952.

La carrera de Guamuch abarcó 16 años, desde 1941 hasta 1957. Participó y ganó el oro en la categoría de medio maratón —21 kilómetros— en los Juegos Centroamericanos y del Caribe de 1950 disputados en Guatemala y ya se había acreditado la plata en los Juegos Centroamericanos y del Caribe de 1946 en Barranquilla, Colombia, en las modalidades de medio maratón y cinco mil metros planos.
Su mayor éxito, que finalmente llevó al gobierno a bautizar al Estadio de la Revolución con su nombre, fue el primer lugar obtenido en el Maratón de Boston, Massachusetts, en Estados Unidos. Flores recorrió los 42 kilómetros en dos horas, 31 minutos y 53 segundos, casi cinco minutos menos que el segundo lugar. Lo hizo calzando zapatos de calle pues su economía no le daba para zapatillas deportivas. En la competencia también participaron los guatemaltecos Humberto Velásquez, quien terminó en el tercer lugar, y Guillermo Rojas, quien finalizó vigésimo séptimo.
En los Juegos Centroamericanos y del Caribe de 1954, en México, ganó el segundo lugar en los diez mil metros y el primer lugar en la categoría de cinco mil metros y en el maratón.  Y en los II Juegos Panamericanos de 1955, obtuvo la medalla de oro en maratón, convirtiéndose en el primer medallista panamericano de Guatemala.
A nivel local, en Guatemala, triunfó seis veces en el medio maratón Max Tott entre 1943 y 1953.  Desafortunadamente tuvo que retirarse del atletismo en 1957, debido a un accidente en motocicleta donde se lesionó la rodilla cuando un perro se le atravesó por enfrente y eso ocasionó el accidente donde viajaba su hija y su hijo quienes afortunadamente salieron ilesos.

## Cambio de nombre
De acuerdo a una versión de por qué Guamuch Flores habría tenido que cambiar su nombre a Mateo Flores para competir en los Juegos Centroamericanos y del Caribe de 1946 en Barranquilla, Colombia, su apellido paterno («Guamuch») era impresentable para inscribirse en las competencias según las características racistas de la época. Sin embargo, en vida Guamuch Flores afirmó  que la situación no fue así, sino que el cambio de nombre se debió a la imprecisión de un cronista deportivo estadounidense que no pudo escribir correctamente su nombre luego de ganar el maratón en Boston. En un obituario para el atleta el columnista Michael Grossi del Boston Globe mencionó que los periodistas no «entendían» su primer nombre y por ello lo apodaron «Mateo».